# Рогозна (село, Курская область)
Рогозна — село в Дмитриевском районе Курской области. Входит в состав муниципального образования Новопершинский сельсовет.
Село расположено на берегу реки Свапа в 5 км к югу от Дмитриева. Недалеко от села находится железнодорожная станция с одноименным названием, расположенная на участке Льгов-Брянск Московской железной дороги.
В советское время в селе был большой колхоз, прекративший своё существование в 1990-е годы.

## Достопримечательности
В центре села располагается Крестовоздвиженский храм 1790 года постройки, являющийся памятником архитектуры и взятый под охрану государства.
В селе находится могила известного русского математика, генерал-лейтенанта Николая Васильевича Христиани и его жены Екатерины Александровны, оба были похоронены около храма, недалеко от алтаря. В годы революции надгробие было убрано с могилы и использовалось в качестве фундамента для построек. Некоторое время назад оно было найдено в фундаменте одного из жилых домов села и восстановлено.

## Население
| 2002 | 2010 |
| ---- | ---- |
| 71   | ↘55  |